# آنتونی اوسالیوان
آنتونی اوسالیوان (انگلیسی: Anthony O'Sullivan؛ ۱۸۵۵ – ۵ ژوئیه ۱۹۲۰) هنرپیشه، کارگردان فیلم اهل ایالات متحده آمریکا بود.
از فیلم‌ها یا برنامه‌های تلویزیونی که وی در آن نقش داشته‌است می‌توان به در کالیفرنیای قدیم، محتکر گندم، دختر قرمز، در ایتالیای کوچک، رستاخیز، و مبارزه برای آزادی اشاره کرد.